# FIDLAR
FIDLAR est un groupe de skate punk et garage rock américain, originaire de Los Angeles, en Californie. Le groupe est signé sur le label Mom + Pop Music aux États-Unis, Wichita Recordings au Royaume-Uni, et sur Dine Alone Records au Canada.

## Biographie
Elvis Kuehn (guitare, chant) et Max Kuehn (batterie) sont les fils de Greg Kuehn, claviériste du groupe punk californien T.S.O.L. Zac Carper (chant, guitare) est le fils du célèbre concepteur de planche de surf John Carper. Avec le bassiste, Brandon Schwartzel, les quatre musiciens forment le groupe FIDLAR depuis 2009.
Le nom du groupe est un acronyme de « Fuck It Dog, Life's a Risk », une devise inventée par le chanteur Zac Carper et ses colocataires. À l’origine, FIDLAR est né sous le nom « Fuck The Clock », comme ils le disent dans leur chanson Cheap Beer. Trois ans après l’enregistrement de leurs premières chansons qu’ils essaient sur scène aux côtés des Black Lips, le groupe part en tournée avec The Hives afin d’assurer leur première partie.
En 2012, le site internet Stereogum nomme FIDLAR comme l’un des « 40 meilleurs groupes de 2012 ». Le groupe sort son premier album éponyme, en 2013. En 2015 sort l'album Too chez Mom + Pop Music aux États-Unis, et Dine Alone Records au Canada. En 2024, le groupe sort Surviving the dream, enregistré Balboa Recording Studio (East LA). L'album évoque beaucoup les thèmes de santé mentale et d'addiction''

## Membres
- Zac Carper – guitare rythmique, chant
- Brandon Schwartzel – basse, chœurs
- Elvis Kuehn – guitare solo, chœurs
- Max Kuehn – batterie

## Discographie

### Albums studio
- 2013 : FIDLAR
- 2015 : Too
- 2019 : Almost Free
- 2024: SURVIVING THE DREAM

### EP
- 2011 : DIYDUI
- 2012 : Don't Try EP
- 2012 : No Waves / No Ass 7"
- 2012 : Shit We Recorded In Our Bedroom